# Абхазька мова
Абха́зька мо́ва (аԥсуа бызшәа, аԥсшәа) — північнокавказька мова, що належить до абхазо-адизької сім'ї мов. Поширена на теренах Абхазії та Туреччини, переважно серед абхазів. Офіційна мова автономної республіки Абхазія, що в Грузії. Також, разом із російською мовою, є «державною мовою» у невизнаній республіці Абхазія, що закріплено у статті 6 «Конституції Абхазії».
Належить до абхазо-адизької сім'ї мов, яку разом з нахсько-дагестанською переважна більшість дослідників включають до північнокавказької надсім'ї мов. Складається з двох основних говорів — абжуйського (лежить в основі літературної мови) та бзибського.

## Класифікація і поширеність
Абхазька мова належить до групи абхазо-адиґських мов, які входять у сім'ю так званих кавказьких мов, а саме у північно-західнокавказьку мовну надсім'ю, що й підтверджує автохтонність абхазів. Абхазо-адиґські мови розповсюджені не тільки на Кавказі, але і в Росії, Туреччині, Сирії, Йорданії і на них сьогодні говорять близько одного мільйона ста тисяч осіб.
Ця статистика називає набагато меншу кількість абхазів світу, які зафіксовані у результаті різноманітних переписів населення у різних країнах. І цей парадокс пояснюється, напевне, тільки одним — протягом століть сотні тисяч абхазів були переважно насильницьки (а подекуди й добровільно) асимільовані у різних країнах, але у побуті зуміли зберегти ту життєдайну ниточку, яка одна все ще пов'язувала їх з предками, зі своїм справжнім народом, його культурою та історію і підтверджувала той факт, що ця людина насправді є абхазом, ким би вона офіційно не вважалася у країні проживання. Українцям діяспори добре знайома така ситуація, і вони на собі перевірили, як складно і в той же час вкрай важливо зберегти мову свого народу у будь-якому іншомовному середовищі.

## Графіка

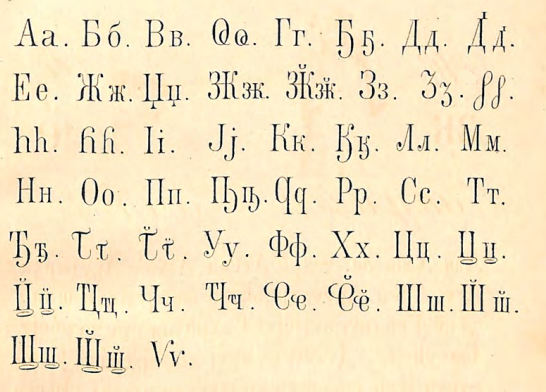
Абхазька абетка 1892 р.

В 1882 році П. К. Услар склав алфавіт для абхазів на основі російської графіки. Письмо було орієнтоване на бзибський діалект. В перший період розвитку абхазької писемності (кінець XIX — початок ХХ століть) видавалися окремі підручники, здійснювалися переклади книг релігійного характеру. Дореволюційна письменність була слабко розвинута, нею користувалося невеличка кількість грамотних людей. У радянські часи в Абхазії розвернулася інтенсивна робота по вдосконаленню національної писемності і літературної мови, а також впровадженню їх у різні сфери господарчого і культурного життя народу.
В 1928 році на абхазо-адигській конференції було прийнято рішення про латинізацію писемності, котра проіснувала десять років. З 1938 по 1954 рік абхази користувалася грузинською графікою, потім знову перейшли на кириличну графіку.

## Абетка та звуки
Першу писемність на основі кирилиці розробив Пьотр Услар у 1862 році. З 1928 до 1938 року використовувалася латиниця. З 1938 використовували грузинську писемність (мхедрулі). Сучасна абетка на основі кирилиці використовується з 1954 року.
| Буква | ISO | Кирилиця за П. Усларом | Латиниця     | Латиниця  | Арабиця | Мхедрулі | МФА    | Буква | ISO | Кирилиця за П. Усларом | Латиниця     | Латиниця  | Арабиця | Мхедрулі | МФА        |
| Буква | ISO | Кирилиця за П. Усларом | За М. Марром | 1928–1938 | Арабиця | Мхедрулі | МФА    | Буква | ISO | Кирилиця за П. Усларом | За М. Марром | 1928–1938 | Арабиця | Мхедрулі | МФА        |
| ----- | --- | ---------------------- | ------------ | --------- | ------- | -------- | ------ | ----- | --- | ---------------------- | ------------ | --------- | ------- | -------- | ---------- |
| А а   | a   | а                      | a            | a         | ٸا      | ა        | /a/    | Л л   | l   | л                      | l            | l         | ل       | ლ        | /l/        |
| Б б   | b   | б                      | b            | b         | ب       | ბ        | /b/    | М м   | m   | м                      | m            | m         | م       | მ        | /m/        |
| В в   | v   | в                      | v            | v         | ۋ       | ვ        | /v/    | Н н   | n   | н                      | n            | n         | ن       | ნ        | /n/        |
| Г г   | g   | г                      | g            | g         | گ       | გ        | /g/    | О о   | o   | о                      | o            | o         | ٸوً      | ო        | /o/        |
| Гь гь | g'  | гj                     | gˌ           | gı        | گِ       | გჲ       | /gʲ/   | Ҩ ҩ   | ò   | ҩ                      | w̧            | y         | څ       | ჳ        | /ɥ/        |
| Гә гә | gã  | гу                     | g˚           | gu        | گُ       | გუ       | /gʷ/   | П п   | p   | п                      | p            |           | پ       | პ        | /pʼ/       |
| Ӷ ӷ   | ğ   | г̓                      | ǧ            | ƣ         | غ       | ღ        | /ɣ/    | Ԥ ԥ   | ṕ   | п̓                      | φ            | p         | ڀ       | ფ        | /p/        |
| Ӷь ӷь | ğ'  | г̓j                     | ǧˌ           | ƣı        | غِ       | ღჲ       | /ɣʲ/   | Р р   | r   | р                      | r            | r         | ر       | რ        | /r/        |
| Ӷә ӷә | ğ'ã | г̓у                     | ǧ˚           | ƣu        | غُ       | ღუ       | /ɣʷ/   | С с   | s   | с                      | s            | s         | س       | ს        | /s/        |
| Д д   | d   | д                      | d            | d         | د       | დ        | /d/    | Т т   | t   | т                      | t            |           | ت       | ტ        | /tʼ/       |
| Дә дә | dã  | д̓                      | d˚           | đ         | دُ       | დჿ       | /dʷ/   | Тә тә | tã  | ꚍ̆                      | t˚           |           | تُ       | ტჿ       | /tʷʼ/      |
| Е е   | e   | е                      | e            | e         | ٸې      | ე        | /e/    | Ҭ ҭ   | ţ   | т̓                      | ϑ            | t         | ݖ       | თ        | /t, tʰ/    |
| Ж ж   | ž   | ж                      | ȷ            | ƶ         | ژ       | ჟჾ       | /ʐ/    | Ҭә ҭә | ţã  | ꚍ                      | ϑ˚           |           | ݖُ       | თჿ       | /tʷ/       |
| Жь жь | ž'  | жj                     | ȷˌ           |           | ژِ       | ჟ        | /ʑ/    | У у   | u   | у                      | w            | u         | ٸۇ      | უ        | /w, u/     |
| Жә жә | žã  | ꚅ                      | ȷ˚           | j         | ژُ       | ჟჿ       | /ʐʷ/   | Ф ф   | f   | ф                      | f            | f         | ف       | ჶ        | /f/        |
| Џ џ   | d̂   | џj                     | ḓ            |           | ج       | ჯჾ       | /dʐ/   | Х х   | h   | х                      | q̇            | x         | خ       | ხ        | /x, χ/     |
| Џь џь | d̂'  | џ                      | ḏ̣            | ꝗ         | جِ       | ჯ        | /ʤ/    | Хь хь | h'  | хj                     | q̇ˌ           | xı        | خِ       | ხჲ       | /xʲ, χʲ/   |
| Ҽ ҽ   | č   | ꚇ                      | ϑ̱̣            |           | چ       | ჩჾ       | /ʦ̢/    | Хә хә | h'ã | ху                     | q̇˚           | xu        | خُ       | ხუ       | /xʲʷ, χʲʷ/ |
| Ҿ ҿ   | č̦   | ꚇ̆                      | ṯ̣            |           | ڄ       | ჭჾ       | /ʦ̢ʼ/   | Ҳ ҳ   | h̦   | h                      | ħ            | h         | ح       | ჰ        | /ħ/        |
| З з   | z   | з                      | z            | z         | ز       | ზ        | /z/    | Ҳә ҳә | h̦ã  | ꚕ                      | ħ˚           | ħ         | حُ       | ჰჿ       | /ħʷ/       |
| Ӡ ӡ   | źã  | ꚉ                      | ď            | ᴣ         | ڎ       | ძ        | /ʣ/    | Ц ц   | c   | ц                      | ϑ̇            | c         | ڟ       | ც        | /ʦ, ʦʰ/    |
| Ӡә ӡә | źã' | ꚃ                      | ď˚           | ⱬ         | ڎُ       | ძჿ       | /ʣʷ/   | Цә цә | cã  | ꚏ                      | ϑ̇˚           |           | ڟُ       | ცჿ       | /ʦʷʰ, ʨʷʰ/ |
| И и   | i   | i                      | i            | i         | ٸىِ      | ი        | /i, j/ | Ҵ ҵ   | c̄ã  | ц̓                      | ṫ            |           | ۯ       | წ        | /ʦʼ/       |
| К к   | k   | к                      | k            | ⱪ         | ڮ       | კ        | /kʼ/   | Ҵә ҵә | c̄   | ꚏ̆                      | ṫ˚           |           | ۯُ       | წჿ       | /ʦʷʼ, ʨʷ’/ |
| Кь кь | k'  | кj                     | kˌ           | ⱪı        | ڮِ       | კჲ       | /kʲʼ/  | Ч ч   | č   | ч                      | ϑ̣            | ɥ         | چِ       | ჩ        | /ʧʰ/       |
| Кә кә | k'ã | ку                     | k˚           | ⱪu        | ڮُ       | კუ       | /kʷʼ/  | Ҷ ҷ   | c̦   | ч̓                      | ṭ            |           | ڄِ       | ჭ        | /ʧ’/       |
| Қ қ   | ķ   | к̓                      | q            | k         | ك       | ქ        | /k/    | Ш ш   | š   | ш                      | ш            |           | ش       | შჾ       | /ʂ/        |
| Қь қь | ķ'  | к̓j                     | qˌ           | kı        | كِ       | ქჲ       | /kʲ/   | Шь шь | š'  | ш̆                      | щ            | ſ         | شِ       | შ        | /ʃ/        |
| Қә қә | ķ'ã | к̓у                     | q˚           | ku        | كُ       | ქუ       | /kʷ/   | Шә шә | šã  | щ                      | ш˚           |           | شُ       | შჿ       | /ʃʷ/       |
| Ҟ ҟ   | k̄   | q                      | k̇            | q         | ق       | ყ        | /qʼ/   | Ы ы   | y   | ѵ                      | ə            | ə         | ٸى      | ჷ        | /ɨ, ə/     |
| Ҟь ҟь | k̄'  | qj                     | k̇ˌ           | qı        | قِ       | ყჲ       | /qʲʼ/  | ь     | '   | j                      | ˌ            | ı         | ِ        | ჲ        | /ʲ/        |
| Ҟә ҟә | k̄'ã | qу                     | k̇˚           | qu        | قُ       | ყუ       | /qʷʼ/  | ә     | ã   | –                      | ˚            | u         | ُ        | ჿ        | /ʷ/        |

Окремо стоять дві букви ь та ә, які не позначають якихось звуків, але у поєднанні з іншими буквами утворюють нові звуки. При цьому ь пом'якшує попередню літеру, а ә — огублює (тобто звук вимовляють за участі губ). Утворені диграфи включено в абетку.
Накреслення приголосних букв ԥ та ӷ змінювалося впродовж багатьох років: спочатку використовували не хвостики (як у ц чи щ), а гачки. Замість ӷ використовували ҕ, тоді як замість ԥ — ҧ. У 2008 році в Unicode 5.2 сучасні букви ӷ та ԥ були закодовані окремо від ҕ і ҧ — їх запропоновано використовувати як альтернативні варіанти, для передачі старішого правопису.

## Граматика
Дієвідмінювання — багатоособове. Дієсловам властиві: особа, граматичні класи, час, спосіб. Відмінювання розвинене слабо. У граматичному класі особи виділяються підкласи — чоловічий і жіночий. Роль відсутніх відмінків виконують префікси. Ергативна конструкція речення. Післяйменники відіграють роль прийменників. Звуковий склад абхазької мови багатий на приголосні звуки (в літературній мові — 56).

## Історія вивчення
Всебічне наукове вивчення абхазької мови було розпочато мовознавцем та етнографом Петером фон Усларом, автором першої «Граматики абхазької мови» (Услар П. К. Этнография Кавказа. Раздел І. Языкознание. Тифлис, 1887). Ця граматика не втратила своєї наукової цінності і натепер.
В перший період розвитку абхазької писемності (кінець XIX — початок ХХ століть) видавалися окремі підручники, здійснювалися переклади книг релігійного характеру. Дореволюційна письменність була слабко розвинута, нею користувалося невеличка кількість грамотних людей.
За радянських часів абхазька національна літературна мова обслуговувала такі сфери, як радіо- і телепередачі, шкільне навчання; на абхазькій мові велося викладання на факультеті мови і літератури Сухумського педінституту, працював театр, виходили різноманітні суспільно-політичні і художні видання.
Задля розвитку літературної мови багато зробили письменники Абхазії Д. Гуліа, С. Чанба, І. Когоніа, І. Папаскірі, Б. Шинкуба, М. Хашба, І. Тарба та інші.

## Приклад
«Заповіт» Т.Шевченка абхазькою мовою (переклав Дирміт Іасиф-іпа Ґуліа)
| ’’’АУСИАҬ АЖӘА’’’ Са санԥслакь шәара сыжәжы Адамра сҭаҵаны, Асазан ҭбаа агуҭаны, Са с-Украинаҿы; Адә ду ԥшӡа ҭбаакуеи, Днепри уи аԥаҩкуеи Сара избауа, цқъаисаҳауа Иара абжъы шгауа. Украинатә ишаагалакь Хара амшын иаҵәахь Хаӷацәа ршьа… усҟан сара Адәи ашьхеи абра — Зегь ааныжьны иара убрахь, Сцап анцәа ихаҭа иахь Сматанеирацы… Уаанӡа сара- Дсыздырам уи анцәа. Сара сыжәжы, нас шәа шәнагыл, Ашьамҭлаҳәкуа ншашәыжь, Нас ҳаӷацәа ршьала Ицқьашәтә ахакуиҭра. Саргь ҭаацәара ду аҿы, Хакуиҭ ҭаацәа ҿыц аҿы, Сышәхашәмырхҭын, сышәгуалашәала Жәа хаа гуҟаҵагала. |

Джерело: Українська бібліотека